# Arboga (Gemeinde)
Koordinaten: 59° 24′ N, 15° 51′ O

Arboga ist eine Gemeinde (schwedisch kommun) in der schwedischen Provinz Västmanlands län und den historischen Provinzen Västmanland und Närke. Der Hauptort der Gemeinde ist Arboga.

## Orte
- Arboga
- Medåker
- Götlunda
- Lunger-Södra Lunger